# Бренберг, Бартоломмеус
Бартоломмеус Бренберг, Бартоломеус Бренборх (нидерл. Bartholommeus Breenbergh, Bartholomaeus Breenborch; до 13 ноября 1598, Девентер — 5 октября 1657, Амстердам) — голландский живописец, рисовальщик и гравёр Золотого века искусства Голландии. Романист.

## Жизнь и творчество
О молодости художника известно крайне мало. Нидерландский историограф Арнольд Хоубракен, автор книги жизнеописаний «Великий театр нидерландских художников и художниц» (De Groote Schouburgh der Nederlantsche Konstschilders en Schilderessen, 1718—1721) упомянул Бренберга в первом томе своего сочинения с просьбой к читателям писать ему и сообщать больше новостей из его биографии. Ему сообщили, что Бренберг родился в Утрехте и был учителем Корнелиса ван Пуленбурга, что, как он знал, было невозможным, исходя из уже имеющихся у него фактов, а именно «рождения Пуленбурга в 1586 (на самом деле 1594), году и смерти Бренберга в 1660 году». Хоубракен так и не получил запрошенную им информацию, хотя он снова упомянул Бренберга во втором томе в списке из 59 компетентных художников, которые были современниками Абрахама Блумарта и Паулюса Поттера.
По данным Нидерландского института истории искусств (RKD) Бренберг родился в нидерландском городе Девентер, но после смерти отца, Яна Бренберга в 1607 году переехал вместе с матерью Анной Бекер и остальной семьёй, вероятно, в Хорн. Там он был современником Жака Вабена и, возможно, получил своё первое образование, хотя теперь его первым учителем считается «один из многих забытых амстердамских пейзажистов 1610-х годов». Его зарегистрированными учителями являются Питер Ластман и Якоб Симонс Пейнас.
В 1619 году Бренберг переехал в Рим. Там он жил и работал рядом с фламандским художником Франческо да Кастелло, или Франсом де Кастилом (1540—1621). В Риме он испытал влияние другого фламандца, живописца-пейзажиста, романиста Пауля Бриля. Однако с 1623 года он попал под чары «романистских пейзажей» Корнелиса ван Пуленбурга, несколько старше его. Действительно, работы Бренберга и ван Пуленбурга иногда трудно отличить друг от друга. Бартоломмеус также находился под влиянием Николаса Муйарта. Бренберг, в свою очередь, оказал влияние на французского пейзажиста Клода Лоррена, прибывшего в Рим около 1620 г.
Примерно в 1620 году Бренберг стал одним из основателей римского общества «Перелётные птицы», или «Бент» (нидерл. bent — клуб, собрание, нидерл. Bent vogels — перелётные птицы, или нидерл. Bentvueghels — «птицы пера») — сообщество, или «братство», иностранных художников, прибывавших в католический Рим из северных стран (главным образом из Нидерландов и Германии) с целью изучения сокровищ классического искусства и совершенствования своего мастерства. По обычаю общества Бренберг новое шуточное имя «хорёк» (het fret).
Творчество молодого голландца продолжало развиваться под воздействием таких мастеров, как Корнелис ван Пуленбург и Адам Эльсхаймер. Вместе с каждым из этих художников Бренберг писал общие картины, однако до наших дней дошли лишь некоторые из них. Свою рабочую мастерскую Бренберг делил с другом, художником Питером Поттером.
В 1630 году Бринберг вернулся в Амстердам. В 1633 году он женился на Ребекке Схеллингво, сестре местного проповедника, и оставался в Амстердаме до своей смерти, писал картины и выполнял гравюры в технике офорта с изображением итальянских зданий под влиянием прерембрандтистов, таких как Питер Ластман и Николас Муйарт, но помещал библейские и мифологические сцены в итальянские пейзажи. А. Н. Бенуа в своём «Путеводителе по Картинной галерее Императорского Эрмитажа» (1910) оценивает творчество художника довольно критично как подражателя Эльсхаймера и «слабого живописца», но создателя «прелестных затейливых композиций».
В 1632 году или, возможно, в начале следующего Бренберг получил от английского королевского двора ежегодную выплату в размере шестидесяти фунтов за выполнение ряда живописных работ.
В 1644 году живописец Якоб Адрианс Баккер написал портрет Бренберга, который на выставке в Гааге 1903 года ошибочно был выдан за автопортрет самого Баккера. Лишь по прошествии многих лет ошибка эта была исправлена. Ряд голландских и французских гравёров, таких как Питер Нольпе, Иоганнес де Бишоп, создавали гравюры по живописным оригиналам Бренберга.
В санкт-петербургском Эрмитаже имеется семь картин Бартоломмеуса Бренберга.

## Галерея
- Римские руины. Бумага, сепия, тушь, перо, кисть. Музей изящных искусств, Нанси
- Жертвоприношение в Листре. 1637. Дерево, масло. Художественный музей Принстонского университета, США
- Итальянский пейзаж со стеной Аврелиана. Между 1625 и 1635. Холст, масло. Маурицхёйс, Гаага
- Иосиф, продающий пшеницу народу. 1655. Холст, масло. Институт изящных искусств Барбера, Бирмингем
- Идеализированный вид с руинами, скульптурой и портом. Ок. 1650. Холст, масло. Музей Тиссена-Борнемисы, Мадрид
- Проповедь Иоанна Крестителя. 1634. Дерево, масло. Метрополитен-музей, Нью-Йорк
- Вид на древний Рим. Гравюра А. Шатенье и Антуан-Клод-Франсуа Виллерея по картине Б. Бренберга. Ок. 1810
- Пейзаж с нимфами. 1647. Дерево, масло. Маурицхёйс, Гаага
- Мученичество Святого Лаврентия. 1647. Холст, масло. Штеделевский художественный институт, Франкфурт-на-Майне